# Castello di Montebello (Bellinzona)
Il castello di Montebello si trova a Bellinzona. I suoi nomi precedenti erano "Castello piccolo", "Castello nuovo" e "Castello di mezzo" dal XIV al 1506, poi Castello di Svitto fino al 1818 e infine Castello di San Martino. Il complesso medievale di cui fa parte, che include Castelgrande, Sasso Corbaro e le mura che li collegano, a partire dal 2000 fa parte del patrimonio dell'umanità dell'UNESCO. Oggi ospita la sezione di Archeologia e Storia delle origini della città del Museo Civico.

## Storia
La costruzione del castello, il secondo più antico di Bellinzona, risale probabilmente al XIII secolo, quando fu realizzato dal casato Rusca, signoria di Como, che vi si rifugiò durante l'occupazione milanese, su una roccia che domina la parte più antica della città. La prima menzione risale però al 1313, quando ne fu segnalata indirettamente l'esistenza. All'epoca, però, del castello esistevano solo il mastio a forma di trapezio, due cortili e alcune abitazioni. Nel XIV secolo furono realizzate le mura, dotate di i merli ghibellini, che subirono un ulteriore ampliamento fra il 1462 e il 1490, quando furono realizzate nuove mura con torri tonde o poligonali con l'apertura rivolta verso l'interno. Nel corso dello stesso intervento furono realizzati il rivellino (o barbacane), un secondo fossato e un camminamento di ronda nel quale si aprono alcune caditoie.
A ridosso del fossato più antico si trovano un parapetto e una torre a forma di pentagono che segna l'inizio delle mura, che lo circondano a sud, a nord-ovest e nella parte che lo separa dal borgo. Un tempo, le mura si estendevano dal Castello di Montebello alle sponde del fiume Ticino, passando tramite il Castelgrande. 
Nel XVII secolo alle strutture esistenti venne aggiunto un oratorio intitolato a San Michele, che nel 1934 fu ristrutturato da Giuseppe Weith. Nel XX secolo, del resto, il castello subì importanti interventi: fu completato il mastio originario e fra il 1902 e il 1910 fu consolidato da una commissione guidata da Eugen Probst. L'ultimo intervento risale infine al 1974, quando fu realizzata una struttura sospesa in acciaio per ospitare il Museo civico.
Negli anni '90 vennero girate nel castello di Montebello alcune scene dell'immagine d'antenna dell'uomo mascherato per la TSI.

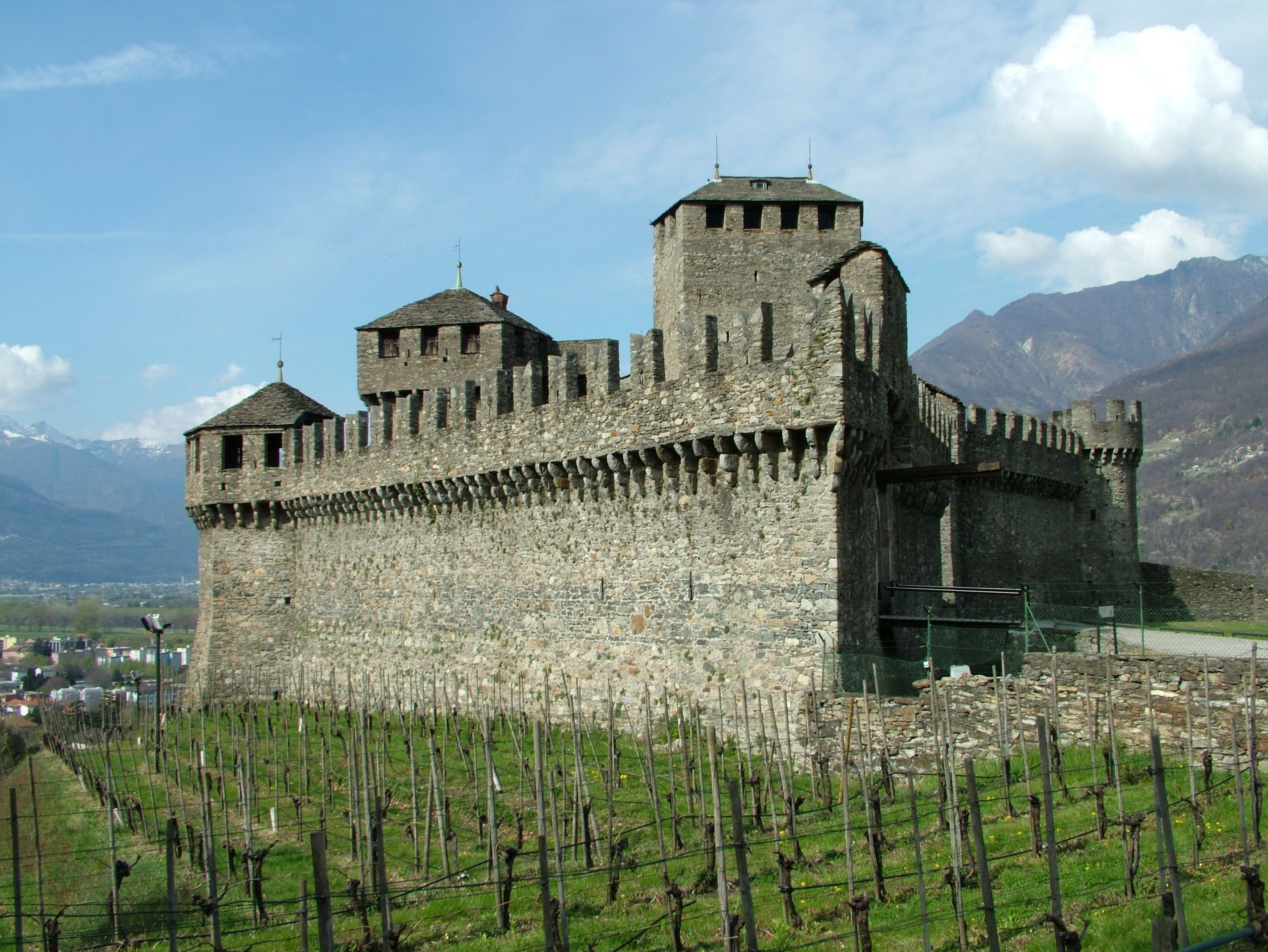
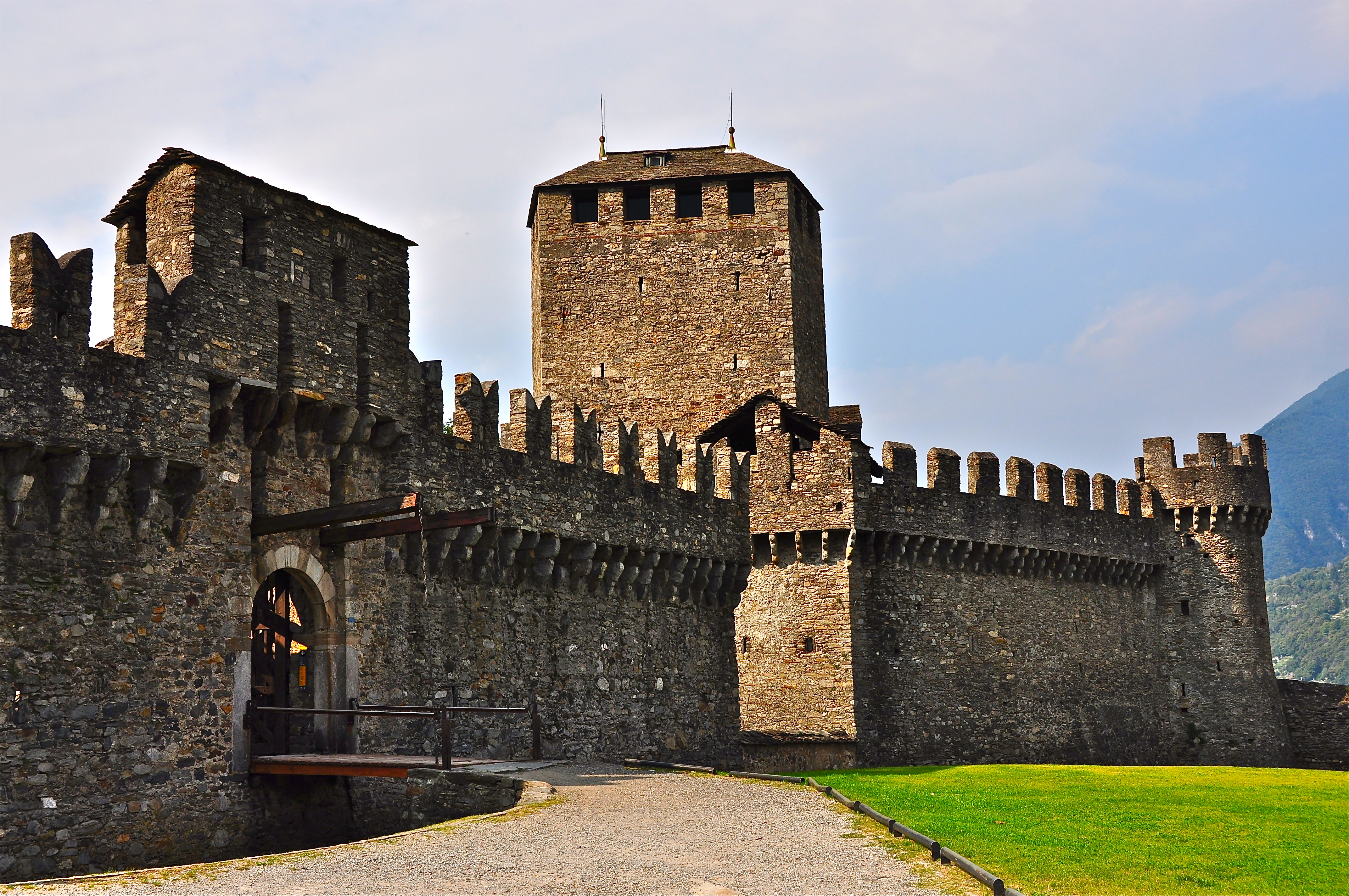
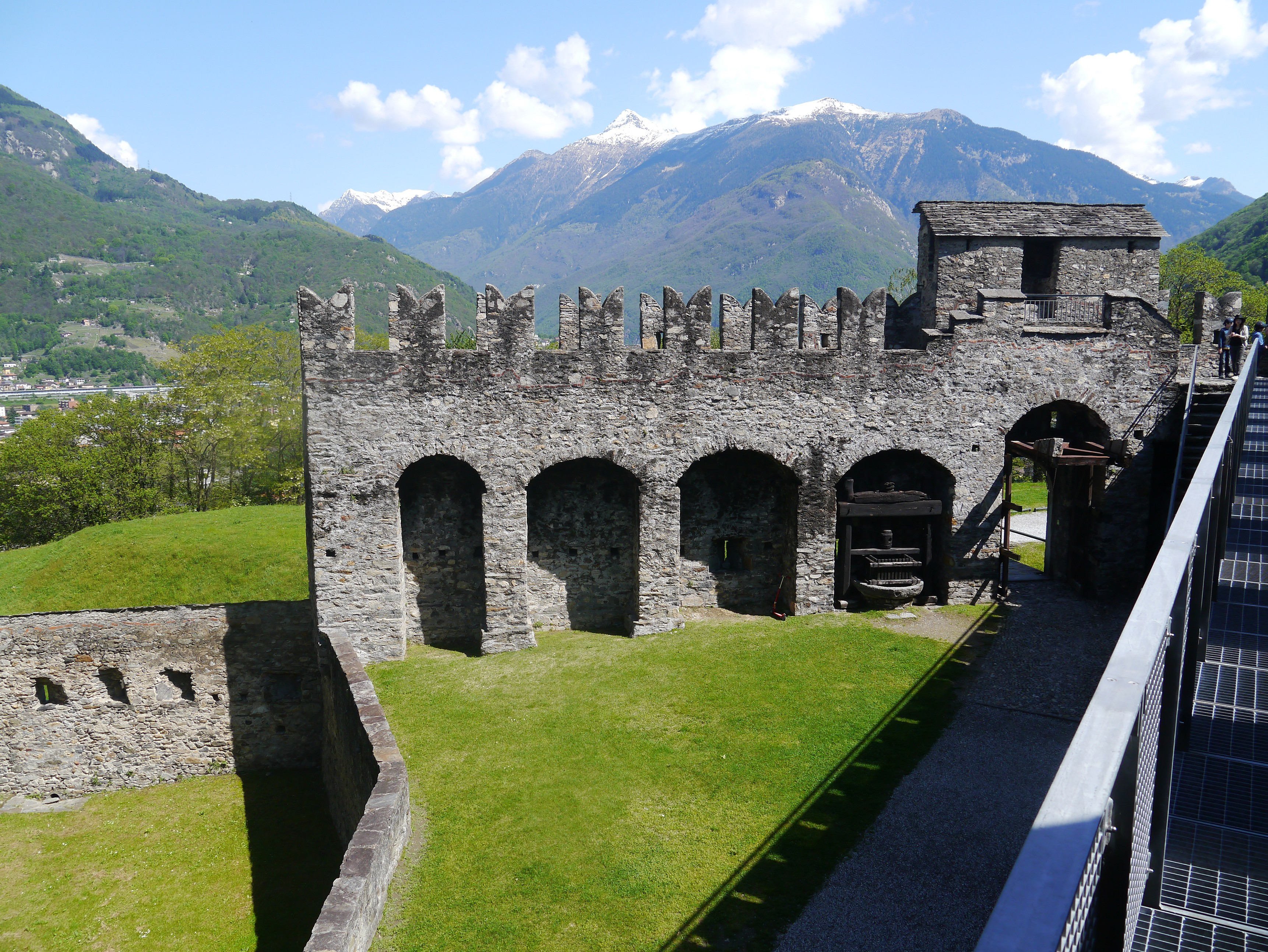